# Den gyldne Vlies
Den gyldne Vlies (fransk: Toison d’or, spansk: Orden del Toisón de Oro, tysk: Orden vom Goldenen Vlies) er en af verdens ældste ridderordener indstiftet den 10. januar 1429 af Hertug Filip den Gode af Burgund. Da de burgundiske hertuger i 1477 uddøde på sværdsiden, gik ordenen som arv til habsburgerne i Spanien. Ved denne grens uddøen i år 1700 stillede de østrigske habsburgere under den Spanske Arvefølgekrig krav om værdigheden som ordenens stormester, og de østrigske habsburgere fornyede i 1713 ordenen som en østrigsk orden. 
Ordenen fortsatte samtidigt som spansk orden, nu uddelt af det kongehus som fulgte de spanske habsburgere: Huset Bourbon. Endnu omkring midten af det 18. århundrede var ordenen kilden til politisk strid imellem de to lande. Begge steder var det den fornemste orden; den har kun én klasse, og ordensinsignierne er ret ens, deres hovedbestanddel er et gyldent vædderskind med nedhængende ben og hovedet vendt mod heraldisk højre (dexter). Ordenen bæres i et rødt bånd eller i kæde om halsen. 
I Østrig, hvor kun katolikker kunne blive riddere af Den gyldne Vlies, uddeles ordenen ikke længere efter kejserdømmets fald i 1918. Det gyldne skind i ordenstegnet er den græske sagnhelt Jasons trofæ i sagnet om Jason og argonauterne.